# 交野離宮

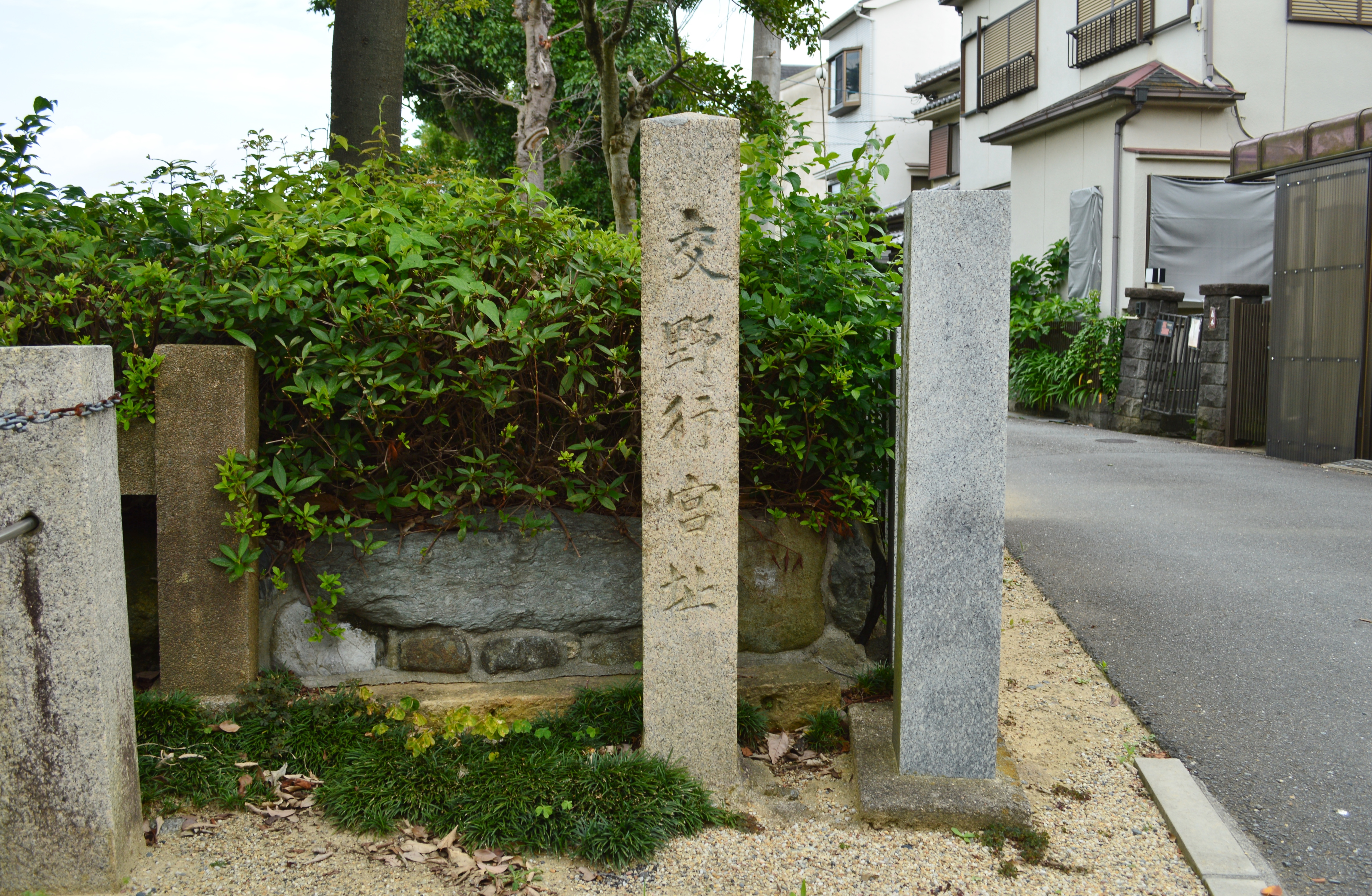
交野行宮伝承地
（大阪府枚方市の百済王神社）

交野離宮（かたののりきゅう）は、平安時代初期に河内国交野郡に設置された離宮。現在の大阪府枚方市にあったとみられているが、具体的な場所については同市の中宮説と楠葉説がある。
延暦6年（787年）10月、桓武天皇が交野に行幸した際に藤原継縄の別業を行宮としたのが離宮の始まりとされる。交野の地は長岡京に近く、貴族たちが狩猟地とした他、桓武天皇がこの地で郊祀を行ったことが知られている。また、桓武天皇は百済王氏と関わりが深く、交野には同氏の氏寺である百済寺などがあった（継縄の室も百済王氏の出身である）。
平安京への遷都もあり、桓武天皇が没すると用いられなくなり、嵯峨天皇が藤原緒嗣らと離宮を訪れた際にその荒廃ぶりを漢詩にした作品（「和左金吾将軍藤緒嗣過交野離宮粋感旧作」）が『凌雲集』に収められている。